# Graxorra

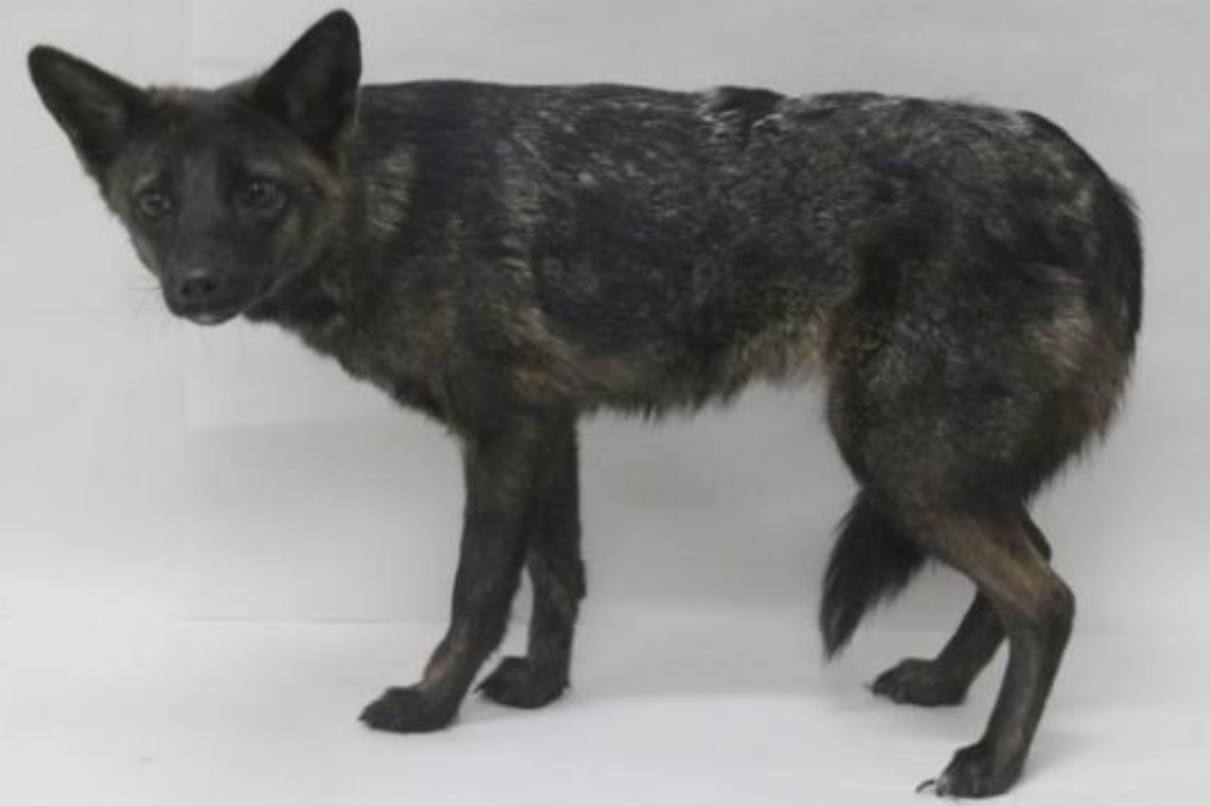
Graxorra empalhada

Dogxim , ou Graxorra em português, foi uma fêmea canina híbrida entre uma raposa-dos-pampas e um cão domesticado que foi descoberta no Brasil em 2021.  A cadela apresentou uma mistura de comportamentos de raposa e cão,  e uma equipe de geneticistas liderada por Thales Renato Ochotorena de Freitas e Rafael Kretschmer anunciou em 2023 que ela era uma híbrida distinta geneticamente que "representa o primeiro caso documentado de hibridização entre essas duas espécies [raposa e cão]".
Ela foi popularizada como o primeiro híbrido "raposa"-cão documentado no mundo,  embora a raposa dos Pampas e outras raposas sul-americanas não sejam raposas verdadeiras,  sendo geneticamente mais próximas de canídeos semelhantes a lobos, que incluem cães.
Dogxim era mantida no centro de cuidados animais Mantenedouro São Braz. No entanto, quando os cientistas solicitaram novas fotografias do canídeo em setembro de 2023, os tratadores relataram que ela havia morrido seis meses antes do pedido. O governo brasileiro então abriu uma investigação para apurar a causa da morte.

## Descoberta
Dogxim foi atropelada por um automóvel em Vacaria, Rio Grande do Sul em 2021. Ela foi encontrada pela Patrulha Ambiental que a levou para o hospital veterinário da Universidade Federal do Rio Grande do Sul.  Após tratamento médico para seus ferimentos, ela foi transferida para o Centro de Conservação e Reabilitação de Animais Silvestres da universidade para recuperação total.  Cientistas relembraram que em 2019 o biólogo Herbert Hasse Junior havia observado dois canídeos estranhos na mesma região e especularam que Dogxim poderia ser um dos dois.
O tamanho de Dogxim era aproximadamente o de um cão de médio porte. Seus olhos eram castanhos escuros e seu corpo era castanho escuro com manchas brancas e cinza,  e tinha pelos crespos.  Em novembro de 2021, ela foi transferida para o Mantenedouro São Braz, um centro de cuidados com animais em Santa Maria.  Os tratadores notaram características e características incomuns no canídeo que são uma mistura de canídeos selvagens e cães. A revelação final veio após a recuperação total, quando ela mostrou preferência por escalar arbustos em vez de vagar pelo chão. A veterinária e conservacionista, Flávia Ferrari, percebeu a necessidade de uma avaliação biológica  para a qual os geneticistas Thales Renato Ochotorena de Freitas, da Universidade Federal do Rio Grande do Sul, e Rafael Kretschmer, da Universidade Federal de Pelotas , foram consultados. O estudo genético estabeleceu o canídeo como um indivíduo híbrido,  o que foi relatado na revista Animals em 3 de agosto de 2023.